# Valeriana leucophaea
Valeriana leucophaea är en kaprifolväxtart som beskrevs av Dc. Valeriana leucophaea ingår i släktet vänderötter, och familjen kaprifolväxter. Inga underarter finns listade i Catalogue of Life.